# Kulturministeriet
 Ikke at forveksle med Kultusministeriet.
Kulturministeriet er et dansk ministerium, der blev oprettet i 1961 som Ministeriet for Kulturelle Anliggender med Julius Bomholt som den første minister.
Ministeriets område er: Skabende kunst, musik, teater, film, biblioteker, arkiver, museer, bygningsfredning og -bevaring, arkæologi og fortidsminder samt videregående uddannelser inden for de kunstneriske områder. Hertil kommer almenkulturelle formål, ophavsret, radio og tv, idræt samt kulturelle forbindelser med udlandet, herunder Norden og EU.
Kulturministeriets væsentligste opgaver vedrører departementets og styrelsernes ministerrådgivning og lovgivningsmæssige initiativer samt de styringsmæssige opgaver med blandt andet de statslige, statsanerkendte og tilskudsmodtagende kulturinstitutioner.
Ministerområdet omfatter 42 statsinstitutioner. Der ydes driftstilskud til omkring 1000 institutioner.
Den 15. december 2022 blev Jakob Engel-Schmidt fra Moderaterne Kulturminister. Ministeriet har til huse i Assistenshuset på Nybrogade over for Slotsholmen.

## Institutioner
- Syddansk Musikkonservatorium
- Biblioteksstyrelsen
- Kulturarvsstyrelsen
- Det Informationsvidenskabelige Akademi
- Skibsbevaringsfonden
- Det Jyske Musikkonservatorium
- Det Kongelige Bibliotek
- Det Kongelige Danske Kunstakademi
- Det Kongelige Teaters balletskole
- Den Danske Filmskole
- Forfatterskolen
- Danmarks Designskole
- Det Kongelige Danske Musikkonservatorium
- Den Danske Scenekunstskole

### Medierådet
Medierådet for Børn og Unge er et råd der skal hjælpe med at vurderer films egnethed for børn. Rådet er sat i verden af Kulturministeriet, og skal udover at vurderer films egenethed, hjælpe ministeren i spørgsmål inden for området.